# مدال بالنتاین استیوارت
مدال بالنتاین استیوارت (انگلیسی: Stuart Ballantine Medal) یک جایزه علمی و مهندسی است که توسط انستیتو فرانکلین اعطا می‌گردد. این مدال به نام بالنتاین استیوارت مخترع نامگذاری شده‌است

## دریافت‌کنندگان
- ۱۹۴۷ - George Clark Southworth (فیزیک)
- ۱۹۴۸ - Ray Davis Kell (مهندسی)
- ۱۹۴۹ - Sergei A. Schelkunoff (فیزیک)
- ۱۹۵۲ - جان باردین (فیزیک)
- ۱۹۵۲ - والتر هاوسر براتین (فیزیک)
- ۱۹۵۳ - David G. C. Luck (مهندسی)
- ۱۹۵۴ - Kenneth Alva Norton (مهندسی)
- ۱۹۵۵ - کلود شانون (رایانه و علوم شناختی)
- ۱۹۵۶ - Kenneth Bullington (فیزیک)
- ۱۹۵۷ - رابرت موریس پیج (مهندسی)
- ۱۹۵۷ - Leo Clifford Young (مهندسی)
- ۱۹۵۸ - Harald Trap Friis (مهندسی)
- ۱۹۵۹ - Albert Hoyt Taylor (مهندسی)
- ۱۹۵۹ - چارلز هارد تاونز (فیزیک)
- ۱۹۶۰ - Rudolf Kompfner (مهندسی)
- ۱۹۶۰ - هری نایکوئیست (مهندسی)
- ۱۹۶۰ - جان رابینسون پیرس (مهندسی)
- ۱۹۶۱ - لئو ایساکی (مهندسی)
- ۱۹۶۱ - نیکولاس بلومبرگر (فیزیک)
- ۱۹۶۱ - H. E. Derrick Scovill (فیزیک)
- ۱۹۶۲ - علی جوان (فیزیک)
- ۱۹۶۲ - تئودور میمن (فیزیک)
- ۱۹۶۲ - آرتور لئونارد شالو (فیزیک)
- ۱۹۶۲ - چارلز هارد تاونز (فیزیک)
- ۱۹۶۳ - آرتور سی. کلارک (مهندسی)
- ۱۹۶۵ - Homer Walter Dudley (مهندسی)
- ۱۹۶۵ - Alec Harley Reeves (مهندسی)
- ۱۹۶۶ - رابرت نویس (رایانه و علوم شناختی)
- ۱۹۶۶ - جک کیلبی (مهندسی)
- ۱۹۶۷ - Jack N. James (مهندسی)
- ۱۹۶۷ - Robert J. Parks (مهندسی)
- ۱۹۶۸ - سی. کومار ان. پاتل (فیزیک)
- ۱۹۶۹ - Emmett N. Leith (فیزیک)
- ۱۹۷۱ - ژورس آلفروف (فیزیک)
- ۱۹۷۲ - Daniel Earl Noble (مهندسی)
- ۱۹۷۳ - Andrew H. Bobeck (رایانه و علوم شناختی)
- ۱۹۷۳ - ویلارد بویل (رایانه و علوم شناختی)
- ۱۹۷۳ - جرج ای. اسمیت (رایانه و علوم شناختی)
- ۱۹۷۵ - Bernard C. De Loach, Jr. (مهندسی)
- ۱۹۷۵ - Martin Mohamed Atalla (فیزیک)
- ۱۹۷۵ - Dawon Kahng (فیزیک)
- ۱۹۷۷ - چارلز کائو (مهندسی)
- ۱۹۷۷ - Stewart E. Miller (مهندسی)
- ۱۹۷۹ - مارسیان هاف (رایانه و علوم شناختی)
- ۱۹۷۹ - Benjamin Abeles (مهندسی)
- ۱۹۷۹ - George D. Cody (مهندسی)
- ۱۹۸۱ - Amos E. Joel, Jr. (مهندسی)
- ۱۹۸۳ - Adam Lender (رایانه و علوم شناختی)
- ۱۹۸۶ - Linn F. Mollenauer (مهندسی)
- ۱۹۸۹ - John M. J. Madey (فیزیک)
- ۱۹۹۲ - رولف لانداوه (فیزیک)
- ۱۹۹۳ - لیروی چانگ (فیزیک)